# アスピーデ (ミサイル)
アスピーデ（Aspide）は、イタリアのシレニア社が開発したセミアクティブ・レーダー・ホーミング誘導の中距離地対空（SAM）/空対空ミサイル（AAM）。Aspideとはアスプクサリヘビなどの毒蛇を指す通称である。

## 概要
アスピーデはスパロー（AIM-7E-2）を基に、イタリア国産のロケットモーター、Iバンドのモノパルス方式シーカー、独自の弾頭を搭載し、翼形状も変更してSAMとAAMで共通化するなどした発展型である。

## 派出型

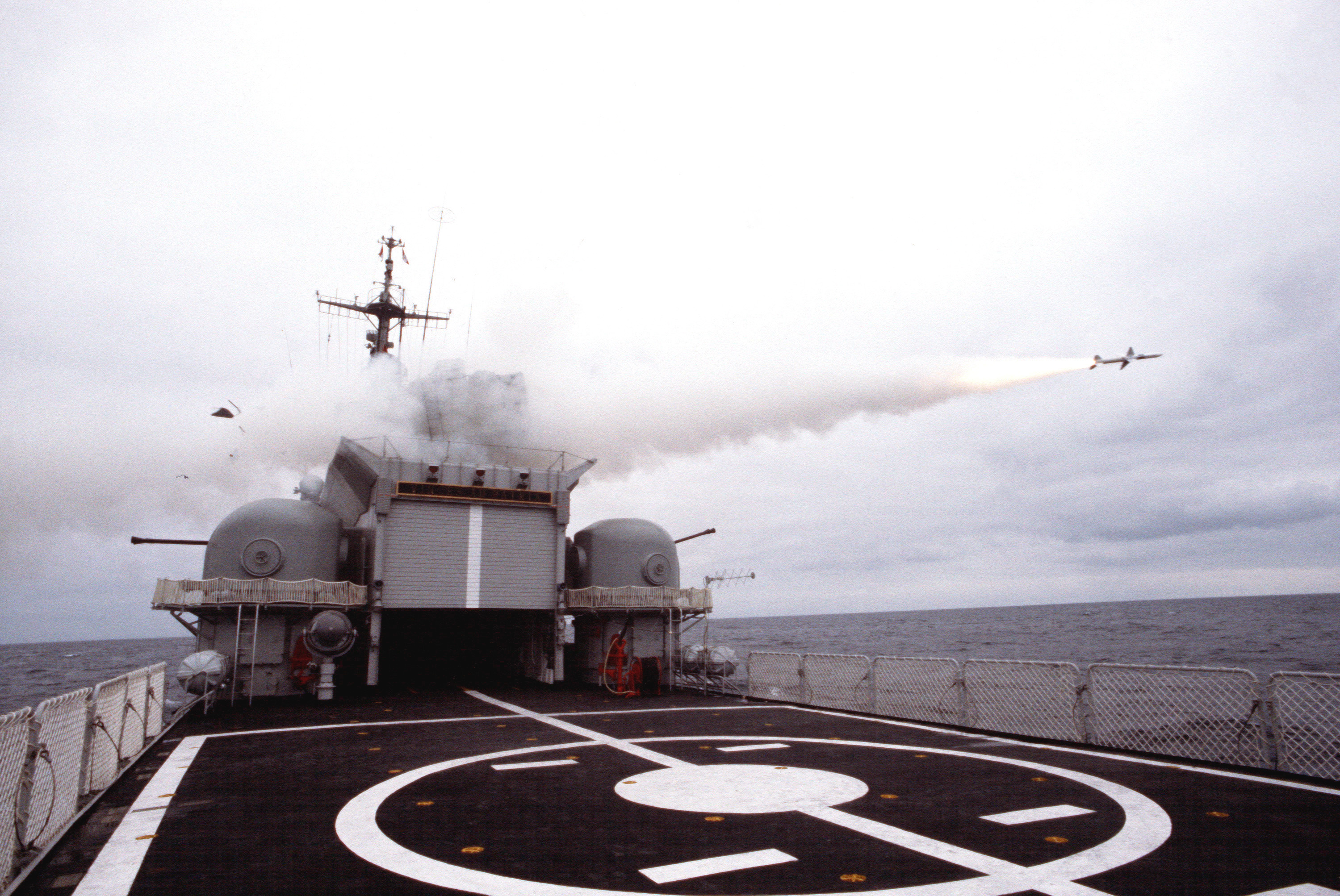
アスピーデの艦載型“アルバトロス”を発射するベネズエラ海軍のフリゲート

アスピーデMk2
誘導方式をアクティブ・レーダー・ホーミングにした改良型、開発中止になった。
アスピーデ2000
防空用に本体を大型化して射程を延伸した改良型。
アルバトロス
アスピーデを使用した艦対空ミサイル（SAM）システム。発射機は4連装と8連装箱型、トルコ海軍のバルバロス級フリゲートに装備されたVLS型がある。
スパダ（アラミスとも）
陸上防空用の車載SAMシステム。発射機は6連装であり、ミサイルにはアスピーデMk1かアスピーデ2000を選択できる。2022年ロシアのウクライナ侵攻を受けスペインが供与。
スカイガード
エリコン（ラインメタル）製35mm機関砲を用いた防空システムであるが、アスピーデ発射機を追加可能である。同様にスカイシールド・システムにも追加可能とされる。

## 性能諸元
|          | アスピーデ ※空対空型                 | アスピーデ2000 ※空対空型             |
| 全長     | 3.7 m                                | 3.89 m                               |
| 直径     | 0.20 m                               | 0.20 m                               |
| 翼幅     | 1.00 m                               | 0.64 m                               |
| エンジン | 固体燃料ロケット                     | 固体燃料ロケット                     |
| 速度     | マッハ2.5                            | マッハ3.0                            |
| 重量     | 220 kg                               | 241 kg                               |
| 弾頭     | 高性能炸薬 (35kg)                    | 高性能炸薬 (35kg)                    |
| 誘導     | セミアクティブ・レーダー・ホーミング | セミアクティブ・レーダー・ホーミング |
| 射程     | 50,000m                              | 100,000m                             |

## 運用国
- キプロス - 2023年時点で、キプロス国家守備隊が12基のアスピーデを保有している[1]。
- ウクライナ - 2022年ロシアのウクライナ侵攻時、西側諸国はウクライナの求めに応じて幅広い武器供与を実施。同年11月7日、ウクライナの国防相はアスピーデなどを受領したことを発表した[2]。